# Ghatippus paschima
Genre
Espèce
Ghatippus paschima, unique représentant du genre Ghatippus, est une espèce d'araignées aranéomorphes de la famille des Salticidae.

## Distribution
Cette espèce est endémique d'Inde. Elle se rencontre au Karnāṭaka et au Kerala.

## Description
La carapace du mâle holotype mesure 3,9 mm de long sur 3,3 mm et l'abdomen 4 mm de long sur 2,5 mm et la carapace de la femelle paratype 3,4 mm de long sur 2,8 mm et l'abdomen 4,2 mm de long sur 2,4 mm.

## Systématique et taxinomie
Cette espèce a été décrite par Marathe et Maddison en 2024.
Ce genre a été décrit par Marathe et Maddison en 2024 dans les Salticidae.

## Publication originale
- (en) Marathe, Maddison & Kunte, 2024 : « Ghatippus paschima, a new species and genus of plexippine jumping spider from the Western Ghats of India (Salticidae, Plexippini, Plexippina). » ZooKeys, vol. 1191, p. 89-103 (texte intégral).